# Artemij Panarin
Artemij Sergejevitj Panarin (ryska: Артемий Сергеевич Панарин), född 30 oktober 1991, är en rysk professionell ishockeyspelare som spelar för New York Rangers i NHL. 
Han har tidigare spelat på NHL-nivå för Columbus Blue Jackets och Chicago Blackhawks i NHL och på lägre nivåer för SKA Sankt Petersburg, Ak Bars Kazan och HK Vitjaz Podolsk i KHL samt juniorlaget Russkije Vitiazi.

## Klubblagskarriär

### NHL

#### Chicago Blackhawks
Säsongen 2015–16 vann Panarin Calder Trophy som NHL:s bäste nykomling efter att ha gjort 30 mål och 47 målgivande passningar för sammanlagt 77 poäng under grundserien. Han var under säsongen kedjekamrat med Patrick Kane.

#### Columbus Blue Jackets
Den 23 juni 2017 tradades han, tillsammans med Tyler Motte och val i sjätte rundan (Jonathan Davidsson) i NHL-draften 2017, till Columbus Blue Jackets i utbyte mot Brandon Saad, Anton Forsberg och ett val i femte rundan i NHL-draften 2018.

#### New York Rangers
Han skrev som free agent på ett sjuårskontrakt värt 81,5 miljoner dollar med New York Rangers den 1 juli 2019.

## Statistik

### Klubbkarriär
| 2008–09    | HK Vitjaz Tjechov     | KHL        | 5   | 0   | 1   | 1   | 2   | —  | —  | —  | —  | —  |
| 2009–10    | Russkie Vitjazi       | MHL        | 38  | 20  | 24  | 44  | 55  | 3  | 1  | 2  | 3  | 0  |
| 2009–10    | HK Vitjaz Tjechov     | KHL        | 20  | 1   | 8   | 9   | 16  | —  | —  | —  | —  | —  |
| 2010–11    | Russkie Vitjazi       | MHL        | 13  | 5   | 12  | 17  | 22  | —  | —  | —  | —  | —  |
| 2010–11    | HK Vitjaz Tjechov     | KHL        | 40  | 5   | 16  | 21  | 8   | —  | —  | —  | —  | —  |
| 2011–12    | HK Vitjaz Tjechov     | KHL        | 38  | 12  | 14  | 26  | 49  | —  | —  | —  | —  | —  |
| 2011–12    | Ak Bars Kazan         | KHL        | 12  | 1   | 4   | 5   | 4   | 4  | 0  | 0  | 0  | 0  |
| 2012–13    | HK Vitjaz Tjechov     | KHL        | 40  | 11  | 7   | 18  | 22  | —  | —  | —  | —  | —  |
| 2012–13    | SKA Sankt Petersburg  | KHL        | 3   | 0   | 1   | 1   | 2   | 14 | 2  | 7  | 9  | 0  |
| 2013–14    | SKA Sankt Petersburg  | KHL        | 51  | 20  | 20  | 40  | 30  | 4  | 0  | 0  | 0  | 2  |
| 2014–15    | SKA Sankt Petersburg  | KHL        | 54  | 26  | 36  | 62  | 37  | 20 | 5  | 15 | 20 | 4  |
| 2015–16    | Chicago Blackhawks    | NHL        | 80  | 30  | 47  | 77  | 32  | 7  | 2  | 5  | 7  | 14 |
| 2016–17    | Chicago Blackhawks    | NHL        | 82  | 31  | 43  | 74  | 21  | 4  | 0  | 1  | 1  | 0  |
| 2017–18    | Columbus Blue Jackets | NHL        | 81  | 27  | 55  | 82  | 26  | 6  | 2  | 5  | 7  | 6  |
| 2018–19    | Columbus Blue Jackets | NHL        | 79  | 28  | 59  | 87  | 23  | 10 | 5  | 6  | 11 | 0  |
| 2019–20    | New York Rangers      | NHL        | 69  | 32  | 63  | 95  | 20  | 3  | 1  | 1  | 2  | 0  |
| KHL totalt | KHL totalt            | KHL totalt | 263 | 76  | 107 | 183 | 170 | 42 | 7  | 22 | 29 | 6  |
| NHL totalt | NHL totalt            | NHL totalt | 391 | 148 | 267 | 415 | 122 | 30 | 10 | 18 | 28 | 20 |

### Internationellt
| År            | Lag           | Turnering     | Resultat      |    | Matcher | Mål | Assists | Poäng | Utv. |
| ------------- | ------------- | ------------- | ------------- | -- | ------- | --- | ------- | ----- | ---- |
| 2011          | Ryssland      | JVM           | 1             | 7  | 3       | 2   | 5       | 4     |      |
| 2015          | Ryssland      | VM            | 2             | 10 | 5       | 5   | 10      | 4     |      |
| 2016          | Ryssland      | VM            | 3             | 10 | 6       | 9   | 15      | 4     |      |
| 2016          | Ryssland      | WCH           | 4:a           | 4  | 1       | 1   | 2       | 4     |      |
| 2017          | Ryssland      | VM            | 3             | 9  | 4       | 13  | 17      | 4     |      |
| Junior totalt | Junior totalt | Junior totalt | Junior totalt | 7  | 3       | 2   | 5       | 4     |      |
| Senior totalt | Senior totalt | Senior totalt | Senior totalt | 33 | 16      | 28  | 44      | 16    |      |

## Meriter och utmärkelser
| Merit                              | År         |     |
| KHL                                | KHL        | KHL |
| ---------------------------------- | ---------- | --- |
| KHL All-Star Game                  | 2015*      |     |
| KHL First All-Star Team            | 2015       |     |
| Gagarin Cup (SKA Saint Petersburg) | 2015       |     |
| NHL                                |            |     |
| NHL All-Rookie Team                | 2016       |     |
| Calder Memorial Trophy             | 2016       |     |
| NHL Second All-Star Team           | 2017       |     |
| NHL All-Star Game                  | 2020       |     |
| NHL First All-Star Team            | 2020       |     |
| International                      |            |     |
| VM Top 3 player on Team            | 2015, 2017 |     |
| WC All-Star Team                   | 2017       |     |
| WC Best Forward                    | 2017       |     |